# Ozeanischer Inselbasalt
Der ozeanische Inselbasalt ist ein wichtiger Basalttypus, der auf Hochseeinseln im Platteninnern zu finden ist. Seine Entstehung wird gewöhnlich auf Hotspots im Erdmantel zurückgeführt.

## Einführung

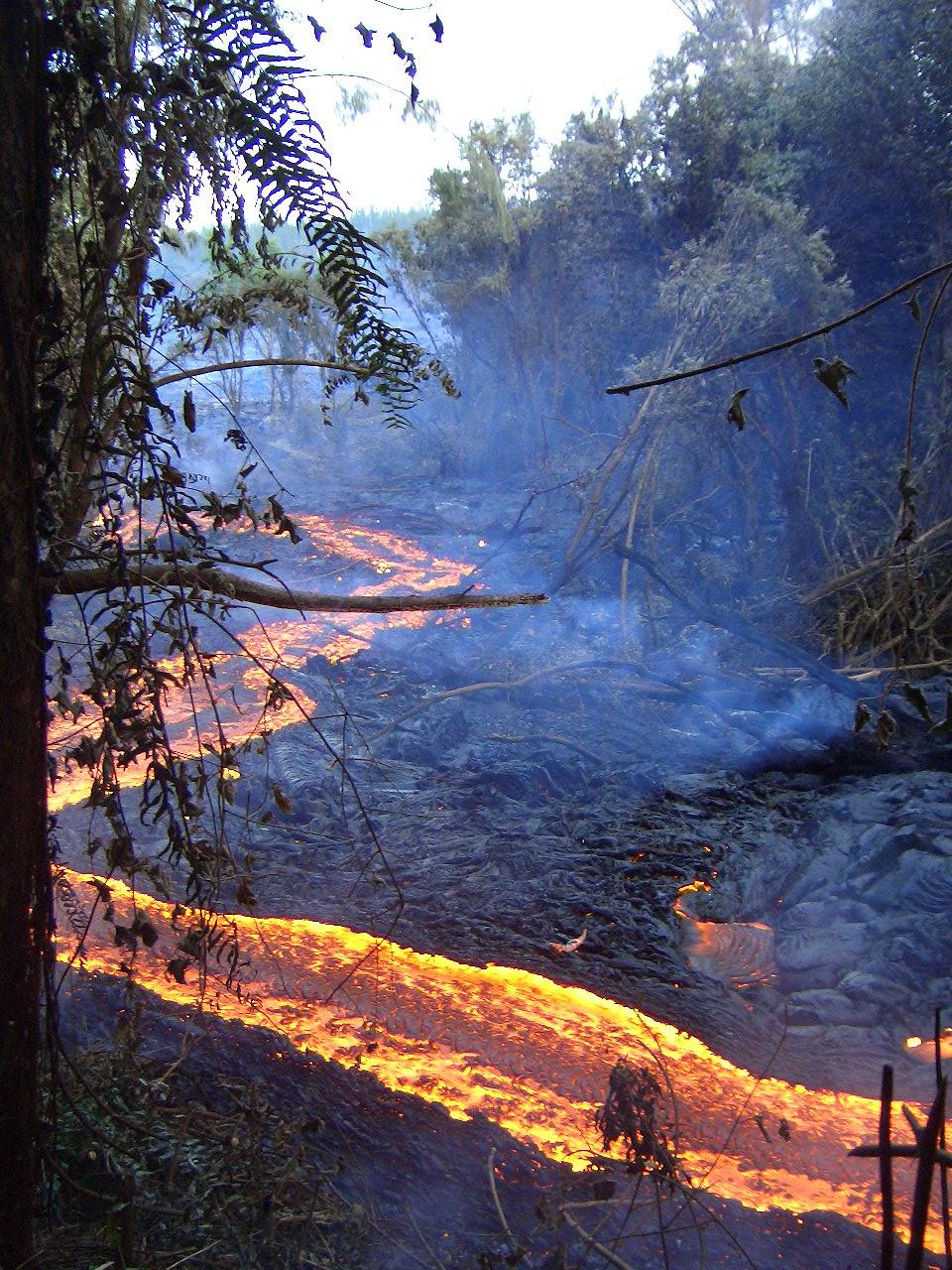
Lavastrom aus OIB am Piton de la Fournaise auf Reunion, Ausbruch im Jahr 2004.

Ozeanische Inselbasalte, Englisch oceanic island basalts oder abgekürzt OIB, finden sich immer auf ozeanischer Kruste und bauen dort riesige Vulkaninseln wie beispielsweise Hawaii auf, aber auch eine erstaunliche Anzahl von Seamounts und Guyots. Ihr Gesamtanteil am ozeanischen Vulkanismus wird auf rund 10 % geschätzt. Die chemische Zusammensetzung der OIB ist variabel und reicht innerhalb einer einzelnen Inselgruppe von subalkalischen Tholeiiten hin zu Alkalibasalten, wobei kalkalkalische Magmen bezeichnenderweise niemals auftreten (letztere sind auf Plattenränder beschränkt). Bei Hotspot-Inseln wird der größte Teil der Vulkanstruktur anhand von tholeiitischen OIBs während des anfänglichen Schildstadiums aufgebaut. Nach dem erosiven Stadium kann es zu violenten Ausbrüchen kommen, wobei dann Alkalibasalte und andere höher differenzierte Vulkanite mit hohem Alkaligehalt gefördert werden.
Die Plattentektonik liefert zwar gute Erklärungen für die Existenz violenter Vulkanausbrüche an Plattenrändern (z. B. an Mittelozeanischen Rücken oder an Subduktionszonen). Sie verdeutlicht ferner, warum geologische Prozesse Basalte mit unterschiedlichen geochemischen Eigenschaften an Plattengrenzen erzeugen. Basalteruptionen im Platteninneren werden aber in plattentektonischen Modellen nicht berücksichtigt. Es wurden daher ab 1963 Modellvorstellungen entwickelt, die den Intraplattenvulkanismus mittels Hotspots oder durch Magmenaufstieg in Form von Manteldiapiren (Plumes) aus tiefgelegenen Erdmantelquellen erklären. Diese Modelle beantworten zwar die Frage, warum OIB geochemisch stärker angereichert sind als MORB, die wesentlich flachgründiger sind und in der Asthenosphäre ihren Ausgangsherd besitzen. Ob jedoch die in den sechziger und siebziger Jahren postulierten Mantelplumes und Hotspots eine tatsächliche physikalische Existenz besitzen wird nach wie vor heiß debattiert.

### Radioisotopen

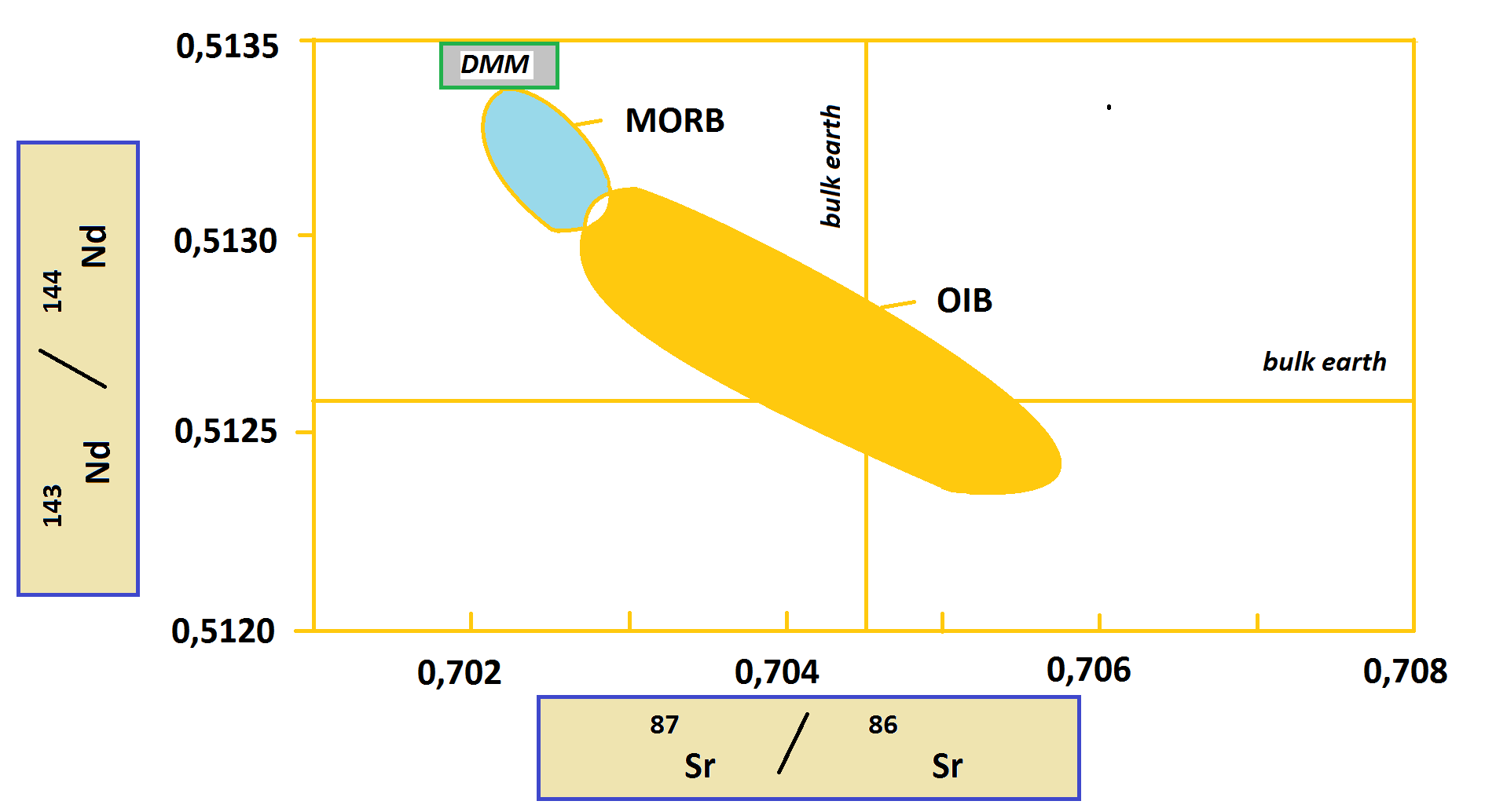
Nd-Sr-Isotopendiagramm mit den Positionen der abgereicherten Mantelkomponente DMM, MORB und OIB. Ozeanische Inselbasalte sind deutlich von den Basalten der mittelozeanischen Rücken abgesetzt.